# Novel·la criminal
Novel·la criminal (títol original: Romanzo criminale) és una pel·lícula italiana dirigida per Michele Placido, estrenada a Itàlia el 2005. Ha estat doblada al català.
Aquest film és adaptació de la novel·la homònima de Giancarlo De Cataldo, inspirat en la Banda de la Magliana (nom d'un barri perifèric de la capital italiana on vivia la majoria d'aquests joves trinxeraires), associació de malfactors que va dominar Roma de 1977 a 1992.

## Argument
A la Itàlia dels anys 1970, una banda criminal sense pietat dirigida per amics d'infantesa, el libanès Freddo (el Fred) i el Dandy, vol conquerir Roma dominant els mercats de la droga, del joc i de la prostitució. Terrorisme, raptes i corrupció són a la cita.
El film inscriu la seva trama narrativa en el context polític d'Itàlia dels anys de plom i de l'estratègia de la tensió, il·lustrades per la mort de Aldo Moro i l'atemptat de l'estació de Bolonya. En el context de la Guerra Freda, la instrumentalització de la màfia pel poder italià (triangle de negocis-serveis d'informació-crim organitzat) per lluitar contra les Brigades Roges i la subversió d'esquerra.
El refugi del Dandy a una casa de la badia de Porto-Vecchio (Còrsega-del-Sud) il·lustra els enllaços entre la Banda de la Magliana i l'entorn cors, descobert l'any 2007 per un article del diari Le Monde sobre el golf de Sperone.

## Repartiment
- Kim Rossi Stuart: Il Freddo (El Fred)
- Anna Mouglalis: Patrizia
- Pierfrancesco Favino: Il Libanese (El libanès)
- Claudio Santamaria: Dandy
- Stefano Accorsi: Comissari Scialoja
- Riccardo Scamarcio: Il Nero (El Negre)
- Jasmine Trinca: Roberta
- Toni Bertorelli: La Voce (La Veu)
- Francesco Venditti: Bufalo
- Franco Interlenghi: Baró Valdemaro Rosellini
- Elio Germano: Il Sorcio (la rata)

## Rebuda
- Romanzo Criminale ha estat presentat en selecció oficial, en competició, en el 56e Festival de Berlín.
- *"Seria fàcil denominar-la la 'Goodfellas' italiana. Una obra ambiciosa, sagnant i interessant (...) Puntuació: ★★★★ (sobre 5)"[4]
  - "Tot això ja ho has vist abans (...) Plagut no és capaç de donar-li un gir original a la típica història sagnant de traïció (...) Puntuació: ★★ (sobre 5)"[5]
  - "Va a tota màquina a través dels anys de terrorisme en la Itàlia dels anys 70, però perd força a la meitat."[6]